# Dubrovnik Challenger 2004
Il Dubrovnik Challenger 2004 è stato un torneo di tennis facente parte della categoria ATP Challenger Series nell'ambito dell'ATP Challenger Series 2004. Il torneo si è giocato a Ragusa in Croazia dal 27 settembre al 3 ottobre 2004 su campi in terra rossa.

## Vincitori

### Singolare
Edgardo Massa ha battuto in finale  Tomas Behrend con il punteggio di 6–3, 7–6(3)

### Doppio
Juan Pablo Brzezicki /  Martín Vassallo Argüello hanno battuto in finale  Leonardo Azzaro /  Jurij Ščukin con il punteggio di 6–1, 6–2